# Fate of Hellas
Fate of Hellas is een real-time strategy computerspel voor de PC. Het is ontwikkeld door World Forge en het is uitgegeven door JoWooD Productions op 27 maart 2008 in enkele Europese landen (Duitsland, Oostenrijk, Zwitserland en het Verenigd Koninkrijk). Het speelt zich af ten tijde van de oude Grieken. Fate of Hellas is een stand-alone uitbreidingspakket voor Ancient Wars: Sparta met twee nieuwe campagnes. In deze campagnes spelen de Spartanen en de Macedoniërs de hoofdrol.
Naast de singleplayer-campagnes is het mogelijk om via een LAN te spelen. Het spel bevat geen online multiplayer.